# Жена француског поручника
Жена француског поручника (енгл. „The French Lieutenant's Woman“) је енглеска љубавна драма из 1981. редитеља Карела Рајса.

## Улоге
| Глумац        | Улога              |
| ------------- | ------------------ |
| Мерил Стрип   | Сара/Ана           |
| Џереми Ајронс | Чарлс Смитсон/Мајк |
| Хилтон Макреј | Сем                |
| Емили Морган  | Мери               |
| Лео Макерн    | доктор Гроган      |
| Линси Бакстер | Ернестина          |
| Шарлот Мичел  | гђа Трантер        |

За улогу у овом филму Мерил Стрип је освојила Златни глобус и награду БАФТА, а била је номинована и за Оскар за најбољу главну глумицу.

## Радња филма
Две паралелне приче са истим глумцима. Једна се дешава у викторијанској, а друга у данашњој Енглеској. 
У првој лондонски џентлмен Чарлс стиже у градић на обали мора да би запросио Ернестину, кћерку богатог индустријалца. Тамо, међутим, упознаје Сару, жену коју је завео, па напустио француски поручник, и сада је због те афере околина презире. Међутим, она стално чека да се он врати. И њој и другима јасно је да се он неће вратити. Чарлс се заинтересује за ту жену, а постепено и страсно заљуби у њу. Локални лекар каже му да она пати од тешког облика меланхолије. Могла да се излечи само ако напусти тај градић, али она ужива у патњи. Чарлс јој на сваки начин жели помоћи, па и новчано.
Паралалелно с том причом одвија се љубавна прича двоје филмских глумаца, Мајк(Џереми Ајронс) и Ана(Мерил Стрип), који у филму што се управо снима о "женској француског поручника" глуме Чарлса и Сару. Мајк и Ана су у љубавној вези за време трајања снимања филма, иако свако од њих има свој брак. Две приче, премда на први поглед сличне, разријешит ће се свака на свој начин.